# 스타디오 카를로 카스텔라니
스타디오 카를로 카스텔라니(이탈리아어: Stadio Carlo Castellani)는 이탈리아 엠폴리에 위치한 다목적 경기장이다. 최근에는 엠폴리 FC의 홈 경기장으로 주요 쓰이고 있다. 경기장의 수용인원은 19,847명이다.
1965년 9월 12일에 경기장은 몬텔루포피오렌티노 인근에서 태어난 전 축구 선수인 카를로 카스텔라니의 이름을 따 개명되었다. 그는 마우트하우센 수용소에서 이른나이에 사망하였다. 그는 여전히 오늘날까지 엠폴리의 최다 득점 기록을 가지고 있다.